# Голос. Діти (четвертий сезон)
Четвертий сезон шоу «Голос. Діти» — українське вокальне талант-шоу виробництва «1+1 Продакшн». Виходив на каналі «1+1» щонеділі о 21:00 від 5 листопада 2017 до 17 грудня 2017.
Тренерами четвертого сезону стали: Наталія Могилевська- тренер другого сезону; Монатік- тренер третього сезону, також до них приєднались новачки гурт Время и Стекло.

## Наосліп
| Випуск  | Тренери та їхні учасники                                      | Тренери та їхні учасники                                               | Тренери та їхні учасники                                 | Тренери та їхні учасники |
| Випуск  | Время и Стекло                                                | Дмитро Монатик                                                         | Наталія Могилевська                                      |                          |
| ------- | ------------------------------------------------------------- | ---------------------------------------------------------------------- | -------------------------------------------------------- | ------------------------ |
| 1       | Олександр Гук Софія Лозіна Марія-Даніела Трахтенберх          | Вероніка Коваленко Денис Довірак та Святослав Стеф'юк Данелія Тулєшова | Даніка Салюк Валерія Фурман Ернест Гогігя                |                          |
| 2       | Орест Макаренко Олександр Міньонок Вероніка Чорна Єгор Горлов | Владислава Смаляна Касинія Бойко                                       | Анна Калюжна Марія Єрмакова Ліза Яковенко                |                          |
| 3       | Яна Горна Ігор Левицький Єва Буленюк                          | Христина Жуковська Дарина Чорна Поліна Павлющенко                      | Ярослав Андрусяк Марія Поліщук Ілля Попадченко           |                          |
| 4       | Ангеліна Шимкова Поліна Пільх                                 | Єлизавета Калініна Ніно Басілая Дарина Красновецька Олександра Мазур   | Тимофій Базаренко Катерина Манузіна Катерина Коломійцева |                          |
| Загалом | 12                                                            | 12                                                                     | 12                                                       |                          |

## Вокальні бої
| Випуск | №  | Учасники             | Учасники             | Учасники                           | Учасники                           | Учасники                  | Учасники                  | Пісня                                         | Тренер  |
| ------ | -- | -------------------- | -------------------- | ---------------------------------- | ---------------------------------- | ------------------------- | ------------------------- | --------------------------------------------- | ------- |
| 5      | 1  | Софія Лозіна         | Софія Лозіна         | Ігор Левицький                     | Ігор Левицький                     | Марія-Даніела Трахтенберх | Марія-Даніела Трахтенберх | Believer(Imagine Dragons)                     | ВІС     |
| 5      | 2  | Даніка Салюк         | Даніка Салюк         | Анна Калюжна                       | Анна Калюжна                       | Ернест Гогігя             | Ернест Гогігя             | Rockabye(Clean Bandit)                        | Наталія |
| 5      | 3  | Владислава Смаляна   | Владислава Смаляна   | Поліна Павлющенко                  | Поліна Павлющенко                  | Вероніка Коваленко        | Вероніка Коваленко        | Меседж(Наталія Могилевська)                   | Monatik |
| 5      | 4  | Єгор Горлов          | Єгор Горлов          | Яна Горна                          | Яна Горна                          | Орест Макаренко           | Орест Макаренко           | На раёне(Потап і Настя)                       | ВІС     |
| 5      | 5  | Марія Єрмакова       | Марія Єрмакова       | Ярослав Андрусяк                   | Ярослав Андрусяк                   | Марія Поліщук             | Марія Поліщук             | Smile(Jamala)                                 | Наталія |
| 5      | 6  | Данелія Тулєшова     | Данелія Тулєшова     | Христина Жуковська                 | Христина Жуковська                 | Касинія Бойко             | Касинія Бойко             | Of The Night(Bastille)                        | Monatik |
| 5      | 7  | Єва Буленюк          | Єва Буленюк          | Олександр Гук                      | Олександр Гук                      | Поліна Пільх              | Поліна Пільх              | У долі своя весна(Софія Ротару)               | ВІС     |
| 5      | 8  | Тимофій Базаренко    | Тимофій Базаренко    | Ілля Попадченко                    | Ілля Попадченко                    | Ліза Яковенко             | Ліза Яковенко             | На небі(Океан Ельзи)                          | Наталія |
| 5      | 9  | Дарина Красновецька  | Дарина Красновецька  | Денис Довірак та Святослав Стеф'юк | Денис Довірак та Святослав Стеф'юк | Дарина Чорна              | Дарина Чорна              | Maria Maria(Santana)                          | Monatik |
| 5      | 10 | Олександр Міньонок   | Олександр Міньонок   | Ангеліна Шимкова                   | Ангеліна Шимкова                   | Вероніка Чорна            | Вероніка Чорна            | Ой у гаю, при Дунаю(Українська народна пісня) | ВІС     |
| 5      | 11 | Катерина Коломійцева | Катерина Коломійцева | Валерія Фурман                     | Валерія Фурман                     | Катерина Манузіна         | Катерина Манузіна         | Faded(Алан Вокер)                             | Наталія |
| 5      | 12 | Олександра Мазур     | Олександра Мазур     | Ніно Басілая                       | Ніно Басілая                       | Єлизавета Калініна        | Єлизавета Калініна        | Имя 505(Время и Стекло)                       | Monatik |

## Пісня за життя
| Випуск | №                                  | Учасники                                   | Пісня   | Тренер |
| ------ | ---------------------------------- | ------------------------------------------ | ------- | ------ |
| 6      |                                    |                                            |         |        |
| 1      | Олександр Міньонок                 | Закрили твої очі(Тіна Кароль)              | ВІС     |        |
| 2      | Олександр Гук                      | Still Loving You(Scorpions)                | ВІС     |        |
| 3      | Софія Лозіна                       | Гойда-гойда(Українська колискова пісня)    | ВІС     |        |
| 4      | Яна Горна                          | Set Fire To The Rain(Adele)                | ВІС     |        |
| 1      | Вероніка Коваленко                 | На стиле(Время і Стекло)                   | Monatik |        |
| 2      | Данелія Тулєшова                   | Rise Up(Andra Day)                         | Monatik |        |
| 3      | Денис Довірак та Святослав Стеф'юк | Країна мрій(Воплі Відоплясова)             | Monatik |        |
| 4      | Ніно Басілая                       | Иные(Jamala)                               | Monatik |        |
| 1      | Марія Єрмакова                     | Run to you(Whitney Houston)                | Наталія |        |
| 2      | Ернест Гогія                       | Can't stop the feeling(Джастін Тімберлейк) | Наталія |        |
| 3      | Ліза Яковенко                      | Maybe I Maybe You(Scorpions)               | Наталія |        |
| 4      | Катерина Манузіна                  | Hello(Adele)                               | Наталія |        |

## Фінал

### Фінал: перший етап
| Випуск | №                                              | Учасники                                       | Пісня                                          | Тренер |
| ------ | ---------------------------------------------- | ---------------------------------------------- | ---------------------------------------------- | ------ |
| 7      |                                                |                                                |                                                |        |
| 1      | Фіналісти Голос Діти-4«Талановита країна»      | Фіналісти Голос Діти-4«Талановита країна»      | Фіналісти Голос Діти-4«Талановита країна»      |        |
| 2      | Яна Горна                                      | La la la («Sam Smith»)                         | ВІС                                            |        |
| 3      | Олександр Міньонок                             | Ома («Ірина Білик»)                            | ВІС                                            |        |
| 4      | Время и Стекло,Яна та Олександр «Тролль»       | Время и Стекло,Яна та Олександр «Тролль»       | Время и Стекло,Яна та Олександр «Тролль»       |        |
| 5      | Катерина Манузіна                              | Dernière Danse («Indila»)                      | Наталія                                        |        |
| 6      | Ліза Яковенко                                  | Ноченька («Тіна Кароль»)                       | Наталія                                        |        |
| 7      | Наталія Могилевська, Катерина та Ліза «Місяць» | Наталія Могилевська, Катерина та Ліза «Місяць» | Наталія Могилевська, Катерина та Ліза «Місяць» |        |
| 8      | Ніно Басілая                                   | Перечекати («Тіна Кароль»)                     | Monatik                                        |        |
| 9      | Данелія Тулєшова                               | Spectrum («Florence + The Machine»)            | Monatik                                        |        |
| 10     | Monatik, Данелія та Ніно «Мудрые деревья»      | Monatik, Данелія та Ніно «Мудрые деревья»      | Monatik, Данелія та Ніно «Мудрые деревья»      |        |

### Фінал: другий етап
| Випуск | №                  | Учасники                                     | Пісня   | Тренер |
| ------ | ------------------ | -------------------------------------------- | ------- | ------ |
| 7      |                    |                                              |         |        |
| 1      | Олександр Міньонок | Let's Get it Started (The Black Eyed Peasy ) | ВІС     |        |
| 2      | Ліза Яковенко      | Set fire to the rain Adele                   | Наталія |        |
| 3      | Данелія Тулєшова   | Не твоя війна Океан Ельзи                    | Monatik |        |